# ميكا إيلو
ميكا إيلو (بالفنلندية: Miikka Ilo)‏ هو لاعب كرة قدم فنلندي في مركز الوسط، ولد في 9 مايو 1982 في توركو في فنلندا. لعب مع إنتر توركو وكووبيون بالوسيورا ونادي كامبور.

## وصلات خارجية
- ميكا إيلو على موقع قاعدة بيانات كرة القدم.إي يو (الإنجليزية)
- ميكا إيلو على موقع عالم كرة القدم.نت (الإنجليزية)